# Правилен многоъгълник
Правилен многоъгълник се нарича прост многоъгълник, който е равностранен и равноъгълен (с равни по дължина страни и по големина ъгли). Най-простите правилни многоъгълници са равностранният триъгълник и квадратът, като случаите за (сравнително) малък брой страни, примерно правилен петоъгълник, шестоъгълник, седмоъгълник, осмоъгълник или деветоъгълник са добре изучени.
Двуъгълник (двустранен правилен многоъгълник) е из роден – двулинейна отсечка. За всеки брой на страните n, правилните n-ъгълници са еднакви.

## Свойства
Вътрешен ъгъл α на правилен n-ъгълник се изчислява:
- в градуси –

{\displaystyle \alpha =(1-2/n)\cdot 180^{\circ }=(n-2)\cdot 180^{\circ }/n}
- в радиани –

{\displaystyle \alpha =(2-35n)\cdot \pi =(n-2)\cdot \pi /n}
Всички върхове на правилен многоъгълник лежат на една окръжност, т.е. те са конциклични точки – всеки правилен многоъгълник може да се впише в дадена описваща окръжност.
Правилният n-ъгълник може да бъде построен с линийка и пергел тогава и само тогава, когато n е произведение на степен на 2 и/или едно или няколко различни прости числа на Ферма.
За n > 2 броят на диагоналите e {\displaystyle n{\frac {(n-3)}{2}}}, т.е. 0, 2, 5, 9, … Те разделят многоъгълника на 1, 4, 11, 24, … части.

## Лице
Лицето на правилен n-ъгълник е половината от обиколката, умножена по дължината на апотемата (отсечката, спусната от центъра на многоъгълника към една страна, перпендикулярно на нея):
{\displaystyle S={\frac {Pk}{2}}}
или
{\displaystyle S={\frac {nb^{2}}{4\operatorname {tg} (\pi /n)}}},
където b е дължината на страната, k на апотемата.
За b = 1 имаме
{\displaystyle {\frac {n}{4}}\operatorname {ctg} (\pi /n)}
със следните стойности:
| 2     | 0                                                        | 0,000         |
| 3     | {\displaystyle {\frac {\sqrt {3}}{4}}}                   | 0,433         |
| 4     | 1                                                        | 1,000         |
| 5     | {\displaystyle {\frac {1}{4}}{\sqrt {25+10{\sqrt {5}}}}} | 1,720         |
| 6     | {\displaystyle {\frac {3{\sqrt {3}}}{2}}}                | 2,598         |
| 7     |                                                          | 3,634         |
| 8     | {\displaystyle 2+2{\sqrt {2}}}                           | 4,828         |
| 9     |                                                          | 6,182         |
| 10    | {\displaystyle {\frac {5}{2}}{\sqrt {5+2{\sqrt {5}}}}}   | 7,694         |
| 11    |                                                          | 9,366         |
| 12    | {\displaystyle 6+3{\sqrt {3}}}                           | 11,196        |
| 13    |                                                          | 13,186        |
| 14    |                                                          | 15,335        |
| 15    |                                                          | 17,642        |
| 16    |                                                          | 20,109        |
| 17    |                                                          | 22,735        |
| 18    |                                                          | 25,521        |
| 19    |                                                          | 28,465        |
| 20    |                                                          | 31,569        |
| 100   |                                                          | 795,513       |
| 1000  |                                                          | 79 577,210    |
| 10000 |                                                          | 7 957 746,893 |

Разликата между лицата на многоъгълниците и това на окръжностите със същата обиколка са равни на 0,26 (приблизително), а за n<8 – малко повече (разликите намаляват, клонейки с нарастването на n към π/12).

## Симетрия
Групата на симетрия на един правилен n-ъгълник е диедрална група Dn (от ред 2n): D2, D3, D4,... Тя се състои от ротациите в Cn (има ротационна симетрия от n ред), плюс рефлекционна симетрия по n оси, които минават през центъра. Ако n е четно, то половината от тези оси минават през два срещуположни върха, а другата половина – през средата на срещулежащата страна.

## Дължина на страната, периметър и лице
Разглеждаме правилни многоъгълници със страна а, периметър Р и лице S. С r е означен радиусът на описаната около многоъгълника окръжност. Изложени са формули, изразяващи a, P и S чрез r, които са особено удобни при решаване на геометрични задачи.
| многоъгълник  | a                                                                  | P                                                                  | S                                                                      |
| триъгълник    | {\displaystyle r\cdot {\sqrt {3}}}                                 | {\displaystyle r\cdot 3{\sqrt {3}}}                                | {\displaystyle r^{2}\cdot {\frac {3{\sqrt {3}}}{4}}}                   |
| квадрат       | {\displaystyle r\cdot {\sqrt {2}}}                                 | {\displaystyle r\cdot 4{\sqrt {2}}}                                | {\displaystyle r^{2}\cdot 2}                                           |
| петоъгълник   | {\displaystyle r\cdot {\sqrt {\frac {5-{\sqrt {5}}}{2}}}}          | {\displaystyle r\cdot 5{\sqrt {\frac {5-{\sqrt {5}}}{2}}}}         | {\displaystyle r^{2}\cdot {\frac {5}{8}}{\sqrt {10+2{\sqrt {5}}}}}     |
| шестоъгълник  | {\displaystyle r\,}                                                | {\displaystyle r\cdot 6}                                           | {\displaystyle {\frac {3}{2}}r^{2}{\sqrt {3}}\approx r^{2}\cdot 2,598} |
| седмоъгълник  | {\displaystyle \approx r\cdot 0{,}867767}                          | {\displaystyle \approx r\cdot 6{,}074372}                          | {\displaystyle \approx r^{2}\cdot 2{,}736410}                          |
| осмоъгълник   | {\displaystyle r\cdot {\sqrt {2-{\sqrt {2}}}}\approx r\cdot 0,765} | {\displaystyle r\cdot 8{\sqrt {2-{\sqrt {2}}}}\approx r\cdot 6,12} | {\displaystyle r^{2}\cdot 2{\sqrt {2}}\approx r^{2}\cdot 2,828}        |
| деветоъгълник | {\displaystyle \approx r\cdot 0{,}68404029}                        | {\displaystyle \approx r\cdot 6{,}15636258}                        | {\displaystyle \approx r^{2}\cdot 2{,}892544}                          |

За правилен десетоъгълник:
{\displaystyle a=r\cdot {\frac {1}{2}}\left({\sqrt {5}}-1\right)\approx r\cdot 0,618}
{\displaystyle P=r\cdot 5\left({\sqrt {5}}-1\right)\approx r\cdot 6,18}
{\displaystyle S=r^{2}\cdot {\frac {5}{4}}{\sqrt {10-2{\sqrt {5}}}}\approx r^{2}\cdot 2,94}
За правилен дванадесетоъгълник:
{\displaystyle a=r\cdot {\sqrt {2-{\sqrt {3}}}}}
{\displaystyle P=r\cdot 12{\sqrt {2-{\sqrt {3}}}}}
{\displaystyle S=r^{2}\cdot 3}
За правилен n-ъгълник:
{\displaystyle a=2\cdot r\cdot \sin {\frac {180^{\circ }}{n}}}
{\displaystyle P=2\cdot n\cdot r\cdot \sin {\frac {180^{\circ }}{n}}}
{\displaystyle S={\frac {r^{2}\cdot n}{2}}\cdot \sin {\frac {360^{\circ }}{n}}}

## Построение на правилен многоъгълник
Съществуват неограничен брой построими правилни многоъгълници, като са известни само 31 с нечетен брой страни. Изчерпателното решение на задачата за построение на правилен n-ъгълник зависи от намирането на доказателство за броя на простите числа на Ферма.
Задачата е идентична с разделянето на окръжността на n равни части. Евклид е разгледал построяването на правилен многоъгълник в IV книга на своите „Елементи“ и решава задачата за n = 3, 4, 5, 6, 15. Той посочва първия критерий за построимост на правилен многоъгълник: ако вече е построен правилен {\displaystyle 2^{m-1}}-ъгълник, то правилен {\displaystyle 2^{m}}-ъгълник (при m > 1) се построява чрез разполовяване на съответните дъги. Така от две полуокръжности се построява квадрат, после правилен осмоъгълник, правилен шестнадесетоъгълник и т.н. Вторият критерий, посочен от Евклид, е: ако е известно как да се построят правилни многоъгълници с r и s страни и ако тези числа са взаимно прости, то може да се построи и правилен многоъгълник с r × s страни. Простите числа, за които решението е известно са 3 и 5, така че древните математици са можели да построяват правилни многоъгълници с {\displaystyle 2^{m}\cdot {p_{1}}^{k_{1}}\cdot {p_{2}}^{k_{2}}} страни, където m е цяло неотрицателно число, p1, p2 са числата 3 и 5,k1, k2 приемат стойности 0 или 1, т.е. броят на страните ще е 3, 5, 6, 10, 12, 15.
През Средновековието математиката не постига напредък в тази област. Едва през 1796 г. Гаус доказва, че ако броят на страните на правилния многоъгълник е просто число на Ферма (известни са само пет: 3, 5, 17, 257 и 65 537), той може да бъде построен с линийка и пергел. Оттук следва, че правилен многоъгълник може да бъде построен, ако броят на страните му е равен на
{\displaystyle 2^{k_{0}}{p_{1}}^{k_{1}}{p_{2}}^{k_{2}}\cdots {p_{s}}^{k_{s}},}
където k0 е цяло неотрицателно число, k1, k2,...,ks приемат стойности 0 или 1, а pj са различни прости числа на Ферма. През 1836 г. Пиер-Лоран Ванцел доказва, че това условие не е само достатъчно, а и необходимо, като това става известно като теоремата на Гаус-Ванцел. Тъй като броят на възможните произведения от пет (известните прости числа на Ферма) различни множителя, участващи по веднъж, е 31, това е и броят на построимите многоъгълници с нечетен брой страни.
Успешният край на тези изследвания е постигнат със следните построения: на правилния седемнадесетоъгълник – от Йохан Ерхингер през 1825 г., на правилния 257-ъгълник – от Фридрих Юлиус Ришело през 1832 г. и на правилния 65537-ъгълник – от Густав Хермес през 1894 г.